# Eagles (TV-serie)
Eagles är en svensk webbaserad ungdomsdramaserie om fem ungdomar i den svenska staden Oskarshamn. Serien är producerad av New Stories för SVT och visades första gången mellan den 9 mars och 14 april 2019 och andra omgången visades mellan 6 mars och 10 april 2020 på SVT Play. Säsong tre av Eagles hade premiär den 4 juni 2021. I mars 2021 förnyades serien för en säsong fyra, som blir den sista säsongen. Den fjärde säsongen började sändas den 28 januari 2022.

## Handling
Influeraren Felicia och hockeytalangen Elias, barn till den före detta NHL-stjärnan Mats Kroon, flyttar från Boston till faderns hemstad Oskarshamn. En hemflytt som inte blir helt okomplicerad då de rådande hierarkierna i såväl skola som hockeylag utmanas med syskonens ankomst. Eagles är en serie om fem ungdomar i en svensk småstad där kärlek, rivalitet och vänskap varvas med en stenhård hockeysatsning och drömmar om en annan framtid.

## Produktion
Serien är skapad av Stefan H. Lindén med manus av Anton Nyberg, Michaela Hamilton och Fanny Ekstrand. Första säsongen är regisserad av Amanda Adolfsson. Andra säsongen regisserades av Carl-Petter Montell som även regisserar den tredje och fjärde säsongen.
Serien spelas till störst del in i Oskarshamn. Men scener har även gjorts i Karlskrona och Stockholm för de två första säsongerna.

## Rollista
- Adrian Öjvindsson som Ludvig Johansson
- Yandeh Sallah som Amie Samuelsson Condé
- Alva Bratt som Felicia Kroon
- Edvard Olsson som Elias Kroon
- Sarah Gustafsson som Klara Ceder
  - Miryam Eriksson som unga Klara Ceder
- Per Lasson som Mats Kroon
  - Anton Forsdik som unga Mats Kroon
- Charlotta Jonsson som Leila Kroon
- Oskar Laring som Andreas Johansson
- Jakob Gartner som Omar Khalil
- David Lindgren som Adam Molin
- Anna Sise som Petra Samuelsson
  - Adja Sise som unga Petra Samuelsson
- Filip Wolfe Sjunnesson som Jack Barret
- Maria Alm Norell som Irene Johansson
- Måns Nilsson som Peter Johansson
- Robert Pukitis som Ola Ceder
- Christopher Lehmann som Sam

## Avsnitt
| Avsnitt (tot.) | Avsnitt (säs.) | Titel      | Längd  | Datum         |
| -------------- | -------------- | ---------- | ------ | ------------- |
| 1              | 1              | Homecoming | 22 min | 9 mars 2019   |
| 2              | 2              | First Kiss | 18 min | 9 mars 2019   |
| 3              | 3              | Sunday     | 20 min | 9 mars 2019   |
| 4              | 4              | Sleepover  | 19 min | 17 mars 2019  |
| 5              | 5              | Audition   | 22 min | 17 mars 2019  |
| 6              | 6              | Halloween  | 17 min | 31 mars 2019  |
| 7              | 7              | Road Trip  | 21 min | 7 april 2019  |
| 8              | 8              | Lucia      | 21 min | 14 april 2019 |

| Avsnitt (tot.) | Avsnitt (säs.) | Titel      | Längd  | Datum         |
| -------------- | -------------- | ---------- | ------ | ------------- |
| 9              | 1              | Arrivals   | 18 min | 6 mars 2020   |
| 10             | 2              | Reunion    | 18 min | 6 mars 2020   |
| 11             | 3              | Night Out  | 23 min | 6 mars 2020   |
| 12             | 4              | Comeback   | 22 min | 13 mars 2020  |
| 13             | 5              | Gameday    | 20 min | 13 mars 2020  |
| 14             | 6              | Aftermath  | 20 min | 20 mars 2020  |
| 15             | 7              | Secrets    | 19 min | 20 mars 2020  |
| 16             | 8              | Reveals    | 23 min | 27 mars 2020  |
| 17             | 9              | June       | 18 min | 3 april 2020  |
| 18             | 10             | Departures | 30 min | 10 april 2020 |

| Avsnitt (tot.) | Avsnitt (säs.) | Titel       | Längd  | Datum        |
| -------------- | -------------- | ----------- | ------ | ------------ |
| 19             | 1              | The funeral | 26 min | 4 juni 2021  |
| 20             | 2              | Diamonds    | 21 min | 4 juni 2021  |
| 21             | 3              | Field trip  | 23 min | 4 juni 2021  |
| 22             | 4              | Date night  | 26 min | 11 juni 2021 |
| 23             | 5              | Wounds      | 24 min | 11 juni 2021 |
| 24             | 6              | Crossroads  | 23 min | 18 juni 2021 |
| 25             | 7              | The bomb    | 24 min | 18 juni 2021 |
| 26             | 8              | Lost        | 17 min | 25 juni 2021 |
| 27             | 9              | Rewind      | 23 min | 25 juni 2021 |
| 28             | 10             | New Years   | 25 min | 2 juli 2021  |